# Oscar Magrini
Oscar Magrini Júnior (Santos, 2 de setembro de 1961) é um ator brasileiro. Iniciou sua carreira na Rede Globo no início da década de 1990 em papéis menores, até ganhar notoriedade interpretando o gigolô Ralf Tortelli na telenovela O Rei do Gado (1996), pelo qual ganhou o Prêmio Contigo! de melhor vilão. Dois anos depois, conquistou novamente o público ao interpretar o mulherengo mecânico Gustinho na telenovela Torre de Babel (1998).
A carreira de Magrini é marcada por personagens mulherengos, sedutores ou de caráter duvidoso.[carece de fontes?]
Apesar da extensa carreira na Globo, Magrini também teve passagens pela RecordTV, interpretando o vilão Sílvio Ramos na telenovela Marcas da Paixão (2000) e Noé em Gênesis (2021).

## Biografia
Oscar Magrini nasceu em Santos, litoral paulista, em 2 de setembro de 1961. Foi professor de educação física, dono de locadora de vídeo e academia de ginástica na cidade natal. Também trabalhava como modelo fotográfico. Largou os negócios para investir na carreira artística. 

## Carreira
Começou fazendo figurações e comerciais. Depois, sua carreira deslanchou e, no cinema, começou  em 1991, no filme Perfume de Gardênia (1992), Capitalismo Selvagem (1993), Glaura (1995- curta-metragem), A Hora Mágica (1998), O Dia da Criança (1999), Zoando na TV (1999), Carandiru (2003), Didi, o Cupido Trapalhão (2003) e Onde Andará Dulce Veiga? (2008), Vai que Cola (2015), Os Praças  (2017).
Na TV, Magrini começou na Rede Globo, fazendo a novela Deus nos Acuda, em 1992. Em 1993, participou de Mulheres de Areia. Em 1994, Quatro por Quatro. Em 1995, As Pupilas do Senhor Reitor e Sangue do meu sangue  (1995) no SBT. Voltou à Globo em 1996 e fez, Malhação Férias e O Rei do Gado. Em 1997, O Amor Está no Ar.  Em 1998, Torre de Babel, a minissérie Dona Flor e Seus Dois Maridos e Didi Malasarte (em Portugal). Já em 1999, Vila Madalena, assim como fez uma participação na quarta temporada do Sai de Baixo. Em 2000, Marcas da Paixão, na TV Record. Em 2001, Magrini foi para Portugal e fez lá as novelas: Ganância e A Senhora das Águas. Voltou em 2002 e fez, na Globo, Esperança. Em 2003, fez no SBT, Canavial de Paixões. Outra vez na Globo, fez, em 2004, Cabocla. Em 2005, Malhação. Em 2006, Sinhá Moça. Em 2007, Pé na Jaca e uma participação especial em Paraíso Tropical. No mesmo ano, atuou em Duas Caras. Em 2008, Negócio da China. E, em 2009, fez os capítulos finais da novela Paraíso.
No teatro, estreou em 1990 com a peça Uma Ilha para Três. Em 1993 fez a peça A Falecida baseada na obra de Nelson Rodrigues e direção de Gabriel Vilela. Em 1995 atuou em Bar doce bar. Em 1998, O momento de Mariana Martins. Em 2000 fez a História de Todos Nós, Vida Privada e, também, de 2000-2002 fez o personagem Picasso na peça Socorro, mamãe foi embora. Em 2004 - O Segredo do Pênis. Em 2007 fez, Isadora Duncan - é Dançando que a Gente se Aprende com direção de Bibi Ferreira. Em 2010 esteve em cartaz com a peça Escola de Mulheres. Em 2013, Tudo sobre os Homens, 2015 - As Mentiras que os Homens Contam, 2016 - Doidas e Santas e 5 Homens e Um Segredo. Sua mais recente produção teatral é O Gatão de Meia Idade.
Em 2012, participou do episódio "A Mascarada do ABC", da série As Brasileiras, na Globo. Além disso, ele foi escalado para a novela Salve Jorge, na emissora, que substituiu Avenida Brasil. Na trama, Magrini fez parte do grupo de militares da cavalaria do Exército.
Em 2014, está no ar na novela Em Família da emissora Rede Globo, com o personagem Ramiro Fernandes. No mesmo ano atuou em Geração Brasil como o mulherengo Aroeira. Em 2016, fez o Jorjão em Malhação para o dia nascer feliz. Em 2018 fez a novela Orgulho e Paixão baseada na obra de Jane Austen e em 2019 fez uma participação na novela A Dona do Pedaço na Rede Globo. Em 2020 fez Noé na novela Genesis da Record. 
Nos anos de 2009 e 2014 fez parte do elenco de atores do espetáculo teatral da Paixão de Cristo de Nova Jerusalém, em 2009, fez o personagem Pilatos e em 2014 interpretou o rei Herodes.

## Vida pessoal

### Relacionamentos
É casado, desde 1990, com a também atriz Matilde Mastrangi, mãe da sua única filha, Isabella Magrini, nascida em 1991.

## Filmografia

### Televisão
| Ano     | Título                                     | Personagem                                   | Nota                                 | Emissora     |
| ------- | ------------------------------------------ | -------------------------------------------- | ------------------------------------ | ------------ |
| 1990    | Rainha da Sucata                           | Rapaz no enterro de Onofre                   | Episódio: "3 de abril"               | TV Globo     |
| 1992    | Deus Nos Acuda                             | Marco                                        |                                      | TV Globo     |
| 1993    | Mulheres de Areia                          | Vítor Mesquita                               |                                      | TV Globo     |
| 1994    | Quatro por Quatro                          | Gutierrez                                    |                                      | TV Globo     |
| 1995    | As Pupilas do Senhor Reitor                | Augusto Varela                               |                                      | SBT          |
| 1996    | Malhação de Verão                          | Pavão                                        |                                      | TV Globo     |
| 1996    | O Rei do Gado                              | Ralf Tortelli                                |                                      | TV Globo     |
| 1997    | O Amor Está no Ar                          | Pedro Olímpio                                |                                      | TV Globo     |
| 1998    | Caça Talentos                              | Rei Arthur                                   | Episódio: "Artur, o Mágico"          | TV Globo     |
| 1998    | Dona Flor e Seus Dois Maridos              | Pablo                                        |                                      | TV Globo     |
| 1998    | Torre de Babel                             | Augusto da Silva (Gustinho) / Johnny Percebe |                                      | TV Globo     |
| 1999    | Sai de Baixo                               | Pablo                                        | Episódio: "Ida e Volta pro Futuro"   | TV Globo     |
| 1999    | Vila Madalena                              | Aricanduva                                   |                                      | TV Globo     |
| 2000    | Marcas da Paixão                           | Sílvio Ramos                                 |                                      | RecordTV     |
| 2001    | Ganância                                   | Filipe                                       |                                      | SIC          |
| 2002    | A Senhora das Águas                        | Lucas da Silva Lobo                          |                                      | RTP          |
| 2002    | Esperança                                  | Humberto                                     |                                      | TV Globo     |
| 2003    | Canavial de Paixões                        | Agenor Melo                                  |                                      | SBT          |
| 2004    | Cabocla                                    | Capitão Macário de Menezes                   |                                      | TV Globo     |
| 2005    | Malhação                                   | Júlio César Garcia (César)                   |                                      | TV Globo     |
| 2006    | Sinhá Moça                                 | Manuel Teixeira                              |                                      | TV Globo     |
| 2006    | Dança dos Famosos                          | Participante                                 | Temporada 2                          | TV Globo     |
| 2007    | Pé na Jaca                                 | Delegado Palhares                            | Episódio: "2 de abril"               | TV Globo     |
| 2007    | Paraíso Tropical                           | Wanderley                                    | Episódios: "1–25 de junho"           | TV Globo     |
| 2007    | Duas Caras                                 | Gabriel Duarte                               |                                      | TV Globo     |
| 2008    | Negócio da China                           | Mauro Bertazzi                               |                                      | TV Globo     |
| 2009    | Paraíso                                    | Falconi                                      |                                      | TV Globo     |
| 2011    | Insensato Coração                          | Diogo                                        |                                      | TV Globo     |
| 2011    | Aventuras do Didi                          | Oscar                                        | Episódio: "25 de dezembro"           | TV Globo     |
| 2012    | Salve Jorge                                | Cel. Geraldo Nunes                           |                                      | TV Globo     |
| 2014    | Em Família                                 | Ramiro Fernandes                             | Episódios: "3–10 de fevereiro"       | TV Globo     |
| 2014    | Geração Brasil                             | Aroeira                                      |                                      | TV Globo     |
| 2014    | O Caçador                                  | Tony Ramos                                   | Episódio: "Questão de Honra"         | TV Globo     |
| 2015    | Chapa Quente                               | Nelson                                       | Temporada 1                          | TV Globo     |
| 2015    | A Regra do Jogo                            | Régis Oliveira                               |                                      | TV Globo     |
| 2016–17 | Vai que Cola                               | Ronaldo Brito (Brito)                        |                                      | TV Globo     |
| 2016    | Malhação: Pro Dia Nascer Feliz             | Mário Jorge (Jorjão)                         |                                      | TV Globo     |
| 2017    | Os Trapalhões                              | Empresário do Luan Santana                   | Episódio: "24 de julho"              | TV Globo     |
| 2018    | Orgulho e Paixão                           | Almirante Salomão Tibúrcio                   |                                      | TV Globo     |
| 2019–20 | Os Roni                                    | Dr. Mário Alberto de Alencastro              |                                      | Multishow    |
| 2019    | A Dona do Pedaço                           | Honorato                                     | Episódios: "30 de julho–1 de agosto" | TV Globo     |
| 2020    | Rua do Sobe e Desce, Número que Desaparece | Lúcio                                        | 2 episódios                          | Canal Brasil |
| 2021    | Gênesis                                    | Noé                                          | Fase: Arca de Noé                    | RecordTV     |

### Cinema
| Ano  | Título                                                 | Personagem                     |
| ---- | ------------------------------------------------------ | ------------------------------ |
| 1992 | Perfume de Gardênia                                    | Desconhecido                   |
| 1993 | Capitalismo Selvagem                                   | Oscar                          |
| 1997 | Glaura (curta-metragem)                                | homem que chega bebado em casa |
| 1998 | A Hora Mágica                                          | Chico Viola                    |
| 1999 | O Dia da Caça                                          | Lineu                          |
| 1999 | Zoando na TV                                           | Elizeu                         |
| 2003 | Carandiru                                              | Policial corrupto              |
| 2003 | Didi, o Cupido Trapalhão                               | Nonô                           |
| 2008 | Onde Andará Dulce Veiga?                               | Alberto Veiga                  |
| 2014 | A Primeira Missa ou Tristes Tropeços, Enganos e Urucum | Silvano Bréscia / "O Produtor" |
| 2015 | Vai Que Cola - O Filme                                 | Ronaldo Brito                  |
| 2017 | Os Parças                                              | Mário                          |